# Hundelshausen (Witzenhausen)
Hundelshausen ist ein Ortsteil der Stadt Witzenhausen im hessischen Werra-Meißner-Kreis (Deutschland). Das Dorf hat knapp 1100 Einwohner.

## Geographische Lage

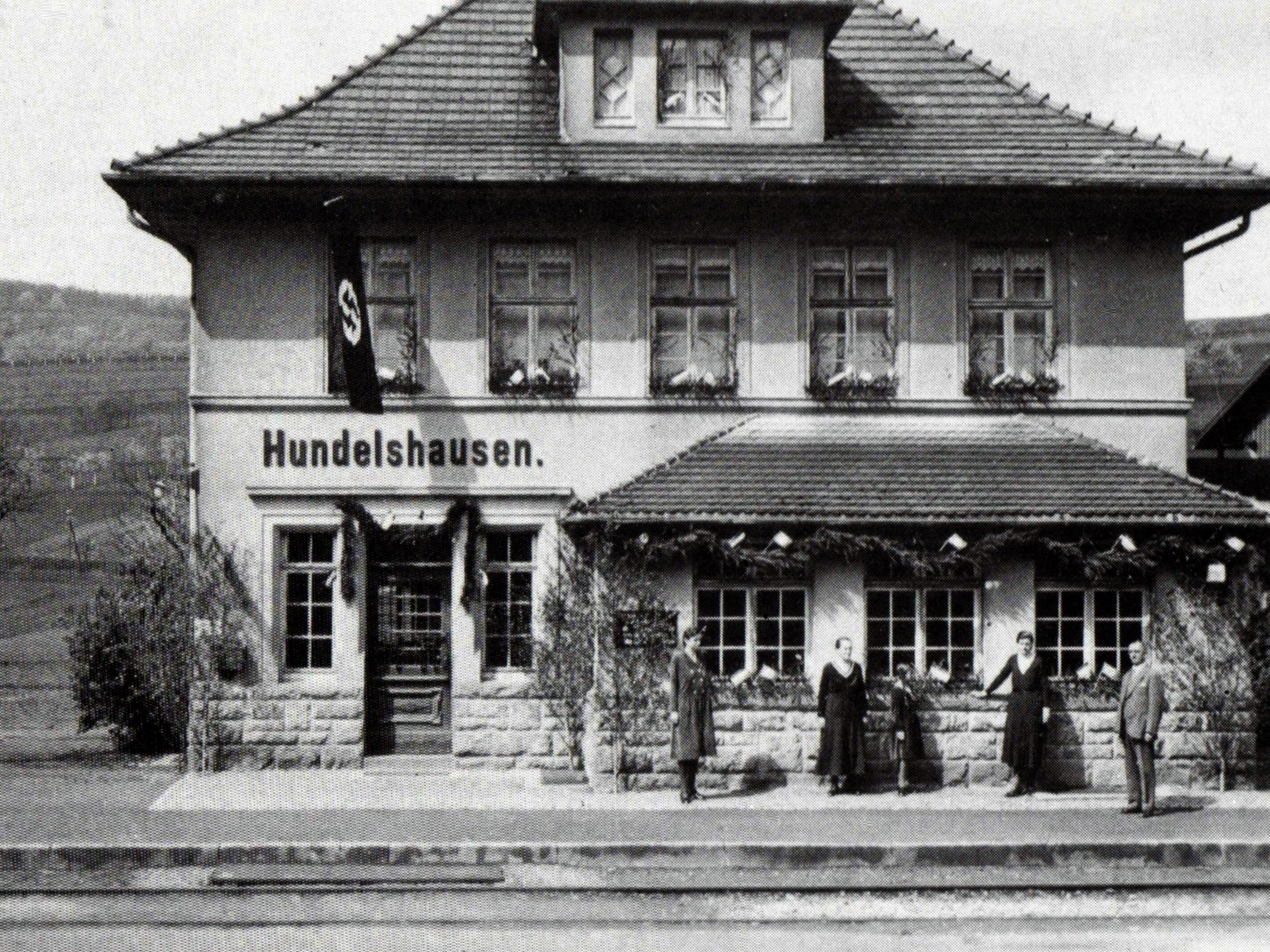
Ehem. Bahnhof Hundelshausen

Hundelshausen liegt am Ostrand des Kaufunger Waldes im Geo-Naturpark Frau-Holle-Land (Werratal.Meißner.Kaufunger Wald) 5,5 km südlich der Kernstadt von Witzenhausen und 3 km nordnordöstlich des zu Großalmerode gehörenden Trubenhausen. Es liegt nordöstlich des Langenbergs (565 m ü. NHN) auf etwa 200 m Höhe am Unterlauf der Gelster und an der Bundesstraße 451. Der Gutshof Rückerode, der sich 1,3 km nordöstlich des Dorfs befindet, gehört als Exklave zur Gemarkung Hundelshausen.

## Geschichte
Ortsgeschichte
Im Jahre 1111 wurde Hundelshausen erstmals im Verzeichnis der Besitzungen der Reichsabtei Fulda unter dem Namen „Hunolteshusen“ erwähnt. 1297 wird Hundelshausen nun als Dorf in der Landgrafschaft Hessen unter seinem heutigen Namen „Hundelshausen“ durch das Kloster Cornberg, ein Tochterkloster der Reichsabtei Hersfeld, erwähnt. Der Ort gehörte bis 1821 zum hessischen Amt Ludwigstein/Witzenhausen und danach zum Landkreis Witzenhausen. Während der französischen Besetzung gehörte Hundelshausen zum Kanton Witzenhausen im Königreich Westphalen (1807–1813).
Im 19. Jahrhundert wurde am östlichen Rand des Dorfes Gips entdeckt. Seit 1921 wurde der Gips von den Kurhessischen Gipswerken Peter Orth abgebaut, die nach der Fusion mit den Vereinigten Gipswerken Stadtoldendorf im Jahre 2004 als größter Arbeitgeber vor Ort unter VG-Orth GmbH & Co. KG firmieren. Durch den Gipsabbau entstand der Grüne See, ein Naturbadesee.

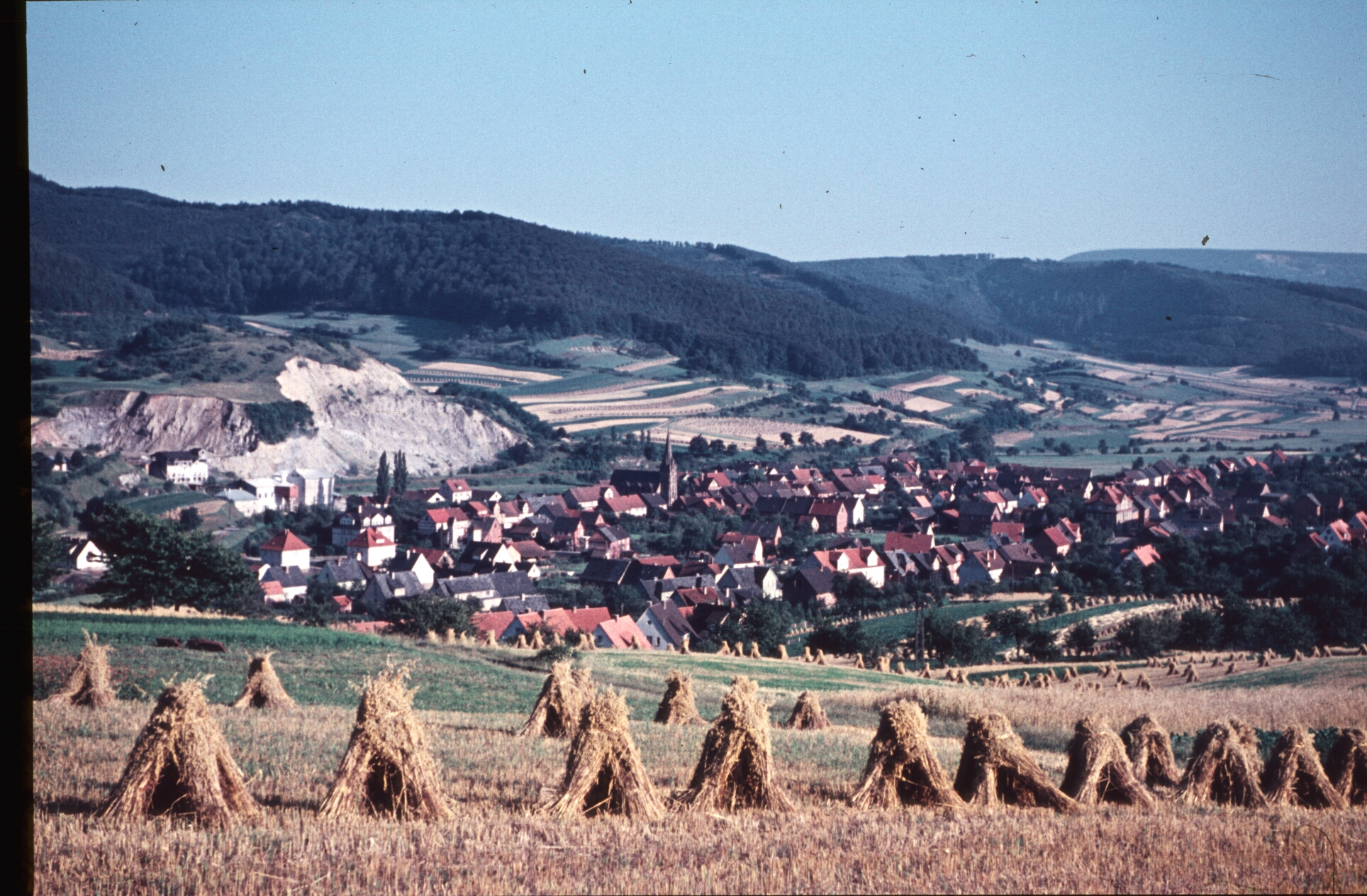
Blick von der Spitze südostwärts auf Hundelshausen (Sommer 1957)

Zum 1. Oktober 1971 wurde die bis dahin selbständige Gemeinde Hundelshausen im Zuge der Gebietsreform in Hessen auf freiwilliger Basis in die Stadt Witzenhausen eingemeindet, da Hundelshausen, Kleinalmerode, Ellingerode, Dohrenbach und Roßbach sich nicht einig werden konnten, in welchem Dorf das Rathaus ihrer gemeinsam geplanten „Gemeinde Vierbach“ stehen sollte. Für die nach Witzenhausen eingegliederten, ehemals eigenständigen Gemeinden wurde je ein Ortsbezirk mit Ortsbeirat und Ortsvorsteher nach der Hessischen Gemeindeordnung gebildet.
2011 fand die 900-Jahr-Feier statt: Hierbei wurde zusätzlich zur Kirmes ein Festkommers am Donnerstagabend ausgetragen. Zum historischen Festzug am Sonntag kamen mehrere tausend Besucher nach Hundelshausen. Die 900-Jahr-Feier wurde von der „900 Jahre Hundelshausen GbR“ ausgetragen, deren Gesellschafter die fünf kirmesführenden Vereine und der Kulturverein Gelstertal sind. Die GbR organisierte im Jahr 2011 zahlreiche weitere Veranstaltungen anlässlich des Dorfjubiläums, wie z. B. ein Jubiläumsschießen, und sie beteiligte sich an zahlreichen Festumzügen in der Region. Hierfür wurde der GbR u. a. ein Ehrenpreis des Erntefestausschusses Witzenhausen verliehen.
Chronologie historischer Ereignisse
- 1111 Das Kloster Fulda erhält Land und eine Mühle zu Hundelshausen.
- 1327 Das Dorf Hundelshausen ist zum Schloss Rusteberg lieferungspflichtig.
- 1357 Landgraf Heinrich von Hessen belehnt Hermann von dem Berge mit dem Gut zu Hundelshausen.
- 1359 Landgräfliche Gestattung zum Verkauf einer Gülte Land zu Hundelshausen.
- 1365 Landgraf Hermann versetzt das Dorf Hundelshausen an Werner von Hanstein.
- 1366 Die von Berlepsch verkaufen ihr landgräfliches Lehen zu Hundelshausen an die von Halle.
- 1374 Die Herren von Hundelshausen treten erstmals in der Ortsgeschichte auf, sie halten zu dieser Zeit jedoch im Dorf bereits Zinsgüter.
- 1374 Die von Berlepsch tauschen mit dem hessischen Landgrafen das Dorf Hundelshausen gegen Gertenbach.
- 1378 Landgraf Hermann versetzt dem Werner von Hanstein seinen Teil des Dorfes Hundelshausen.
- 1382 Landgraf Hermann versetzt Werner von Hanstein das gesamte Dorf Hundelshausen.
- Ende des 14. Jahrhunderts: Hermann von dem Berge besitzt 2 Hufen zu Hundelshausen vom Landgrafen Hermann zu Lehen.
- 1423 Hartrad von Hundelshausen ist Lehnsmann des Klosters Kaufungen in Hundelshausen.
- 1452 Gottschalk von Plesse belehnt Philipp von Hundelshausen mit allen Gerechtigkeiten zu Hundelshausen; folgend Belehnungen bis 1521.
- 1538 Die von Hundelshausen tauschen beim Landgrafen Philipp ihr Dorf Hundelshausen ohne Pfarrei und Zehnten ein.
- 1545 Rechte und Zinsen werden durch Landgraf Philipp an Christoph Hülsing verliehen.
- 1575/85 Zinsen und Güter zu Hundelshausen sind ein hessisches Lehen der Herren von dem Berge.

## Bevölkerung
Einwohnerstruktur 2011
Nach den Erhebungen des Zensus 2011 lebten am Stichtag, dem 9. Mai 2011, in Hundelshausen 1089 Einwohner. Darunter waren 15 (1,4 %) Ausländer. Nach dem Lebensalter waren 189 Einwohner unter 18 Jahren, 411 zwischen 18 und 49, 219 zwischen 50 und 64 und 273 Einwohner waren älter. Die Einwohner lebten in 456 Haushalten. Davon waren 123 Singlehaushalte, 138 Paare ohne Kinder und 156 Paare mit Kindern, sowie 30 Alleinerziehende und 9 Wohngemeinschaften. In 120 Haushalten lebten ausschließlich Senioren und in 264 Haushaltungen lebten keine Senioren.
Einwohnerentwicklung
| Quelle: Historisches Ortslexikon |                                     |
| • 1466:                          | 32 Hausgesesse                      |
| • 1542:                          | 35 Hausgesesse                      |
| • 1575/85:                       | 61 Hausgesesse                      |
| • 1681:                          | 38 Hausgesesse                      |
| • 1747:                          | 75 Mannschaften mit 73 Feuerstellen |
| • 1748:                          | 384 Einwohner                       |

| Hundelshausen: Einwohnerzahlen von 1834 bis 2022 | Hundelshausen: Einwohnerzahlen von 1834 bis 2022 | Hundelshausen: Einwohnerzahlen von 1834 bis 2022 | Hundelshausen: Einwohnerzahlen von 1834 bis 2022 | Hundelshausen: Einwohnerzahlen von 1834 bis 2022 |
| --- | ------------------------------------------------ | ------------------------------------------------ | ------------------------------------------------ | ------------------------------------------------ |
| Jahr |                                                  |                                                  |                                                  | Einwohner                                        |
| 1834 | 1834                                             |                                                  | 735                                              | 735                                              |
| 1840 | 1840                                             |                                                  | 768                                              | 768                                              |
| 1846 | 1846                                             |                                                  | 814                                              | 814                                              |
| 1852 | 1852                                             |                                                  | 766                                              | 766                                              |
| 1858 | 1858                                             |                                                  | 726                                              | 726                                              |
| 1864 | 1864                                             |                                                  | 754                                              | 754                                              |
| 1871 | 1871                                             |                                                  | 751                                              | 751                                              |
| 1875 | 1875                                             |                                                  | 718                                              | 718                                              |
| 1885 | 1885                                             |                                                  | 714                                              | 714                                              |
| 1895 | 1895                                             |                                                  | 758                                              | 758                                              |
| 1905 | 1905                                             |                                                  | 839                                              | 839                                              |
| 1910 | 1910                                             |                                                  | 928                                              | 928                                              |
| 1925 | 1925                                             |                                                  | 1.006                                            | 1.006                                            |
| 1939 | 1939                                             |                                                  | 1.054                                            | 1.054                                            |
| 1946 | 1946                                             |                                                  | 1.359                                            | 1.359                                            |
| 1950 | 1950                                             |                                                  | 1.370                                            | 1.370                                            |
| 1956 | 1956                                             |                                                  | 1.336                                            | 1.336                                            |
| 1961 | 1961                                             |                                                  | 1.281                                            | 1.281                                            |
| 1967 | 1967                                             |                                                  | 1.371                                            | 1.371                                            |
| 1970 | 1970                                             |                                                  | 1.371                                            | 1.371                                            |
| 1980 | 1980                                             |                                                  | ?                                                | ?                                                |
| 1990 | 1990                                             |                                                  | ?                                                | ?                                                |
| 2000 | 2000                                             |                                                  | ?                                                | ?                                                |
| 2011 | 2011                                             |                                                  | 1.089                                            | 1.089                                            |
| 2015 | 2015                                             |                                                  | 1.065                                            | 1.065                                            |
| 2022 | 2022                                             |                                                  | 1.055                                            | 1.055                                            |
| Datenquelle: Historisches Gemeindeverzeichnis für Hessen: Die Bevölkerung der Gemeinden 1834 bis 1967. Wiesbaden: Hessisches Statistisches Landesamt, 1968. Weitere Quellen: LAGIS; Stadt Witzenhausen; Zensus 2011 |                                                  |                                                  |                                                  |                                                  |

Historische Religionszugehörigkeit
| • 1925: | 968 evangelische (= 96,22 %), 35 zur Landeskirchlichen Gemeinschaft (= 3,48 %), 21 katholische (= 2,09 %), ein baptistischer (= 0,1 %) Einwohner |
| • 1961: | 1128 evangelische (= 88,08 %), 131 katholische (=10,23 %) Einwohner                                                                              |

## Politik
Für Hundelshausen besteht ein Ortsbezirk (Gebiete der ehemaligen Gemeinde Hundelshausen) mit Ortsbeirat und Ortsvorsteher nach der Hessischen Gemeindeordnung. Der Ortsbeirat besteht aus sieben Mitgliedern. Bei den Kommunalwahlen in Hessen 2021 betrug die Wahlbeteiligung zum Ortsbeirat 52,75 %. Alle Kandidaten gehörten der Liste „Gemeinsam für Hundelshausen“ an. Der Ortsbeirat wählte Karin Meissner-Erdt zur Ortsvorsteherin.

## Kultur und Sehenswürdigkeiten

### Regelmäßige Veranstaltungen
- Jedes Jahr wird auf dem Festplatz auf der Bleiche die Kirmes gefeiert. Sie findet immer am zweiten Wochenende im September statt und wird im Wechsel von den fünf größten Hundelshäuser Vereinen ausgerichtet.
- Am Pfingstwochenende treffen sich seit 1981 junge Leute aus Hundelshausen und Umgebung zu einer mehrtägigen Party am Alten Gericht. 2011 wurde das 30. Jahrestreffen mit mehr als 100 Teilnehmern gefeiert.
- Regelmäßig am 1. Mai fand bis 2012 der „Kirschblütenlauf“ der inzwischen aufgelösten LG Gelstertal statt.
- Regelmäßig am 3. Oktober fand das Königsschießen des Schützenvereins am KK-Stand am Heiligenberg statt. Seit der Einstellung des aktiven Schießbetriebes am KK-Stand findet dieses nun jeweils am gleichen Datum im LG-Stand im Bürgerhaus statt.
- Auf dem Gelände der Langenberghütte auf der „Heuer“ findet jährlich am Karsamstag das Osterfeuer statt. In der Regel ist es das größte Osterfeuer Witzenhausens. Im Jahr 2003 entzündeten Brandstifter das Osterfeuer bereits am frühen Gründonnerstagmorgen, jedoch konnte die Freiwillige Feuerwehr Hundelshausen das große Osterfeuer noch „retten“.

### Bauwerke

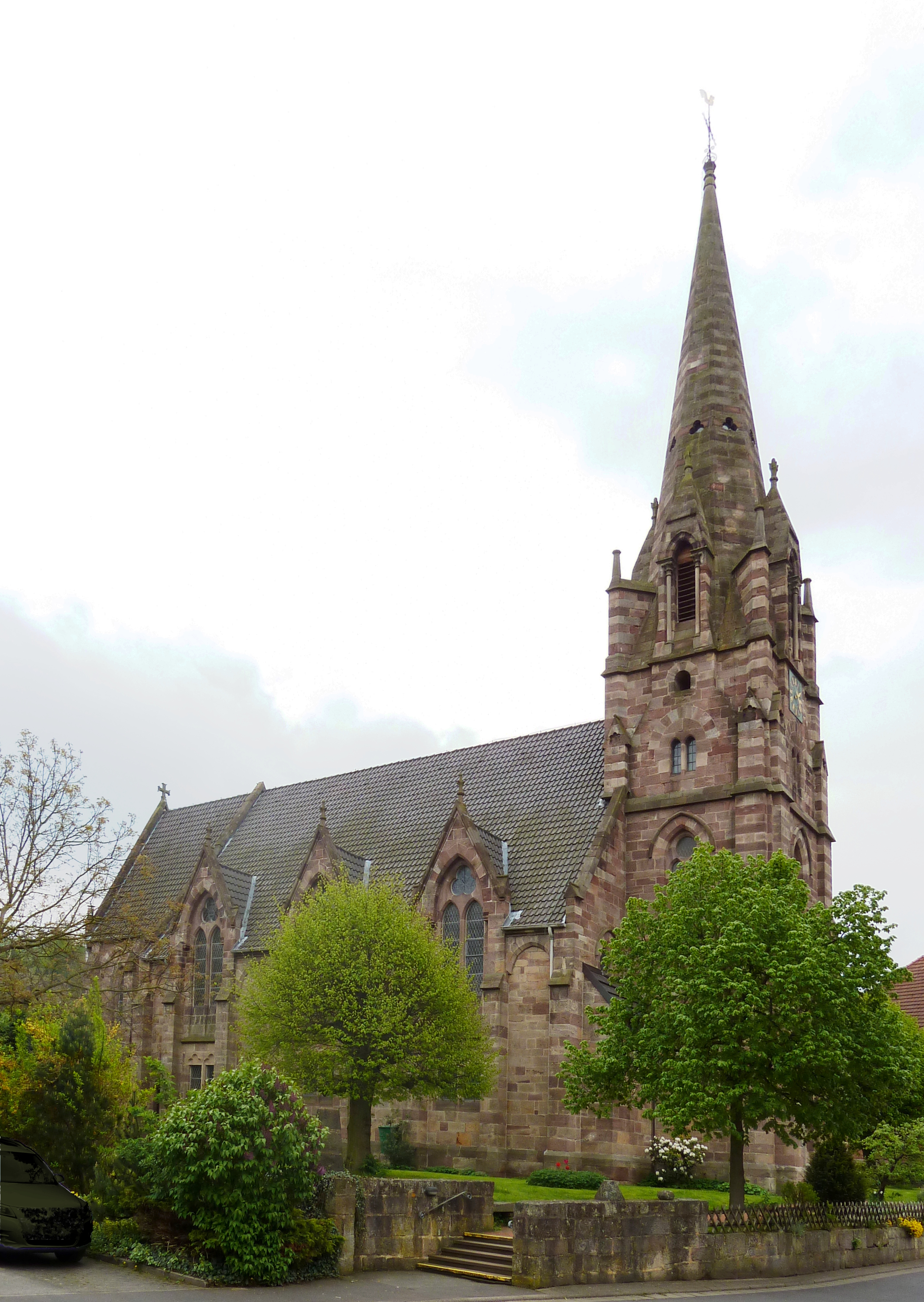
Neugotische Kirche von Hundelshausen

- Die Kirche, erbaut 1863–67, neugotischer Bau mit steinerner Kirchturmspitze, Entwurf: Georg Gottlob Ungewitter
- VG-Orth-Tower
- Altes Gericht, ehemaliger Richtplatz oberhalb von Hundelshausen, 2007 wiedererrichtet

## Freizeiteinrichtungen
- Grüner See, Ex-Tagebau und jetziger Badesee bei Hundelshausen
- Die Route des Bilstein-Bike-Marathon verläuft als ausgeschilderter und öffentlicher Mountainbike-Rundweg durch Hundelshausen
- Langenberghütte: Eine Grillhütte, von den Vereinen erbaut, auf einem großen Freizeitgelände. Unterhalb des Geländes befindet sich ein Kneippbad.

## Persönlichkeiten
- Theodor Beinhauer (1772–1833), Apotheker, Gutsbesitzer und Bürgermeister in Rhoden
- Peter Zindel (1841–1902), Architekt
- Die Familie von Hundelshausen gehört zur heute noch bestehenden Althessischen Ritterschaft.